# El fútbol o yo
El fútbol o yo es una película de comedia argentina de 2017 dirigida por Marcos Carnevale. Se trata de una cinta que además incursiona en el género del fútbol. La misma está protagonizada por Adrián Suar y Julieta Díaz.

## Sinopsis
Pedro tiene una pasión excesiva por el fútbol: su pasión es tan grande que lo despiden por ver un partido en horario laboralTodo esto pondrá en peligro su relación con Verónica al igual que sus amigos Alan Carlos Alex Thalía  Sheila Frank Y la rusa Fenia todos fanáticos al Real Madrid

## Reparto
- Adrián Suar como Pedro.
- Julieta Díaz como Verónica.
- Rafael Spregelburd como Alejandro
- Federico D'Elía como Juan.
- Peto Menahem como Luis.
- Alfredo Casero como Roca.
- Carolina Levi como Novia de Martín.
- Martín Tecchi como Jefe.
- Julieta Vallina como Liliana.
- Marcelo D'Andrea como Carlos
- Javier De Nevares como Batista.
- María Zamarbide como Mechi.
- Natalia Santiago como Fenia
- Mario Moscoso como Alan
- Silvia Trawier como Sheila
- Dalia Gutmann como Marcela.
- Miriam Odorico como Esther.
- M

## Rodaje
El film, cuyo título en preproducción era Sos mi pasión, inició el rodaje el 6 de febrero de 2017 y se extendió durante 6 semanas en locaciones de Villa Crespo, Buenos Aires.

## Tráiler
A principios de mayo de 2017 Patagonik lanzó un adelanto o tráiler de la película confirmando efectivamente su estreno para el 10 de agosto de 2017 en Argentina.

## Controversias

### Denuncia por plagio
El escritor Daniel Frescó, autor de la novela Enfermo de fútbol (2015) inició una demanda contra los productores de la película por presunto plagio por las similitudes entre su libro y el largometraje.
Además el escritor agregó que el mismo productor encargado de la película había hablado con él para la adaptación cinematográfica de su libro, que finalmente nunca se llevó a cabo.
El juez de Instrucción Guillermo Carvajal y el fiscal Martín Mainardi serán quienes decidirán si el argumento de la película es una copia del libro que narra la historia de un hombre que deja todo para mirar fútbol.
El fiscal pertinente del caso determinó que debe realizarse un peritaje. Se formará un jurado de tres personas para determinar si hubo plagio.
Los acusados fueron sobreseídos por el Juzgado Nacional en lo Criminal y Correccional N°3, decisión que fue posteriormente confirmada por la Cámara Nacional de Apelaciones en lo Criminal y Correccional de Argentina. En la sentencia, dictada el 1 de diciembre de 2020, el tribunal advirtió "los puntos en común que ambas presentan, pero ello no alcanza para hablar de una violación a los artículos 71 y 72 de la Ley 11.723 y llevar, consecuentemente, a la intervención del derecho penal". También se indicó que la película argentina había adquirido los derechos para adaptar otra obra, la película belga Je suis supporter du Standard (2013), que fue estrenada antes de la publicación de la novela.